# Jørgen Gluver
Jørgen Gluver (født 15. juni 1960 i København) er en dansk tidligere håndboldspiller som deltog i Sommer-OL 1984.
Han spillede håndbold for HIK Håndbold og Rødovre HK i Danmark, samt Alicante i Spanien. I 1984 var han med på Danmarks håndboldlandshold som endte på en fjerdeplads under Sommer-OL. Han spillede i alle seks kampe og scorede ni mål.
I alt spillede han 88 landskampe for Danmark og scorede 135 mål.